# Arnošt Frauenberg
Arnošt Frauenberg (* 6. září 1970 Děčín) je český písničkář, herec, moderátor a stand-up komik. Dle vlastních slov měří 164 cm.

## Životopis
Arnošt Frauenberg se narodil roku 1970. Vystudoval střední průmyslovou strojní školu a poté vystřídal mnoho profesí, včetně řidiče komediantů, rozvážení pečiva, vedení firmy na plovoucí podlahy či navrhovaní interiérů. Roku 2010 se zúčastnil konkurzu do pořadu Na stojáka, kde uspěl a dlouhodobě v pořadu vystupoval. Také vystupoval v pořadu Comedy Club a měl živé vystoupení nazvané Stand up Speciál!, později Arny show.
Stál u vzniku festivalu Humorfest a stal se jeho dramaturgem, stejně jako festivalu Komedyfest. Působil jako host Vlasty Redla. V roce 2018 začal moderovat s Petrem Cerhou a Vojtěchem Záveským na rádiu Evropa 2 pořad Brzda Evropy 2. V roce 2020 začal s Jiřím Jakimou natáčet pro internetovou televizi Mall.tv show Na rudlu, s netradičními rozhovory. V roce 2022 zahájil turné s novým stand-up speciálem Utrženej ze řetězu. 
Jeho dcera, Nela Frauenbergová, je též stand-up komička.

## Hudební kariéra
Arnošt Frauenberg vystupuje buď sám nebo se svou kapelou Arnošt Frauenberg Team (ve složení Arnošt Frauenberg, Petr Zatloukal a Petr Kamiš). Objevil se na albu 50 miniatur. Složil soundtrack k filmu Musíme se sejít. Vystupoval a zpíval také v klipu Evropa 2: All Stars Team 2022.

### Diskografie
- Rozednívání (2007)
- Defibrilátor (2017)
- Evropa 2: All Stars Team 2022 (2022)

## Filmografie
- 2010–dosud – Na stojáka (stand-up show)
- 2013 – Jako nikdy (film)
- 2016 – Musíme se sejít (film) - (spolupráce na scénáři, hudba, role Pupíka)
- 2016 – Rübezahls Schatz (film)
- 2016 – Jetelín (TV seriál)
- 2016–dosud – Comedy Club (stand-up show)
- 2017 – Pět mrtvých psů (TV seriál)
- 2018 – 3 + 1 z Jetelína (TV seriál)
- 2018 – Ohnivý kuře (TV seriál)
- 2020 – Na rudlu (internetová parodie na talk show)
- 2022 – Dáma a král (TV seriál)
- 2022 – Nejen podcast (talkshow o stand-up komedii)
- 2022 – K.O.MICI (improvizační show)
- 2022 – Joker Show (panelová zábavná show)
- 2023 – Místo zločinu České Budějovice (TV seriál)